# Pseudohypnella verrucosa
Pseudohypnella verrucosa là một loài Rêu trong họ Sematophyllaceae. Loài này được (Dozy & Molk.) M. Fleisch. miêu tả khoa học đầu tiên năm 1923.